# Sun Valley (Idaho)
Sun Valley – amerykańskie miasteczko położone w centralnej części stanu Idaho, w hrabstwie Blaine. Znany ośrodek narciarski, turystyczny i wypoczynkowy. Leży na wysokości 1812 m n.p.m.

## Demografia
Według spisu ludności (2000) miasteczko zamieszkiwane było przez 1427 osób. W roku 2023 liczba mieszkańców wzrosła do 1771 osób, a gęstość zaludnienia przekroczyła 69 osób/km².

## Turystyka
Sun Valley powstało jako pierwszy ośrodek narciarski w Stanach Zjednoczonych. Zostało stworzone na wzór szwajcarskich miejscowości alpejskich. Resort narciarski w Sun Valley otwarto w przeddzień zimowych igrzysk olimpijskich w 1936 roku (w niemieckim Garmisch-Partenkirchen). Ważna postacią dla Sun Valley jest Ernest Hemingway, który podczas pobytu tutaj w 1939 roku napisał zakończenie powieści „Komu bije dzwon”.

## Znane osoby
Nazwa Sun Valley często stosowana jest także dla rejonu otaczającego miasteczko, łącznie z pobliskim miasteczkiem Ketchum. W regionie tym swoje domy mają między innymi: Demi Moore, Bruce Willis, Tom Hanks czy Clint Eastwood.